# Bertrichamps
Bertrichamps ist eine französische Gemeinde mit 1.067 Einwohnern (Stand: 1. Januar 2022) im Département Meurthe-et-Moselle in der Region Grand Est (vor 2016 Lothringen). Die Gemeinde gehört zum Arrondissement Lunéville und zum Kanton Baccarat. Die Einwohner werden Bertrichampois genannt.

## Geographie
Bertrichamps liegt zwischen Lunéville und Saint-Dié am Fuß der Vogesen. Die Meurthe begrenzt die Gemeinde im Südwesten. Umgeben wird Bertrichamps von den Nachbargemeinden Merviller und Veney im Norden, Neufmaisons im Osten, Raon-l’Étape im Osten und Südosten, Thiaville-sur-Meurthe im Süden, Lachapelle im Südwesten sowie Baccarat im Westen und Nordwesten.
Durch die Gemeinde führt die Route nationale 59.

## Bevölkerungsentwicklung
| Jahr                       | 1962 | 1968 | 1975 | 1982 | 1990 | 1999 | 2006 | 2019 |
| Einwohner                  | 824  | 831  | 908  | 1016 | 1045 | 1062 | 1079 | 1095 |
| Quellen: Cassini und INSEE |      |      |      |      |      |      |      |      |

## Sehenswürdigkeiten
- Kirche Saint-Jean-Baptiste aus dem 18. Jahrhundert
- Kapelle Saint-Jean aus dem 13. Jahrhundert

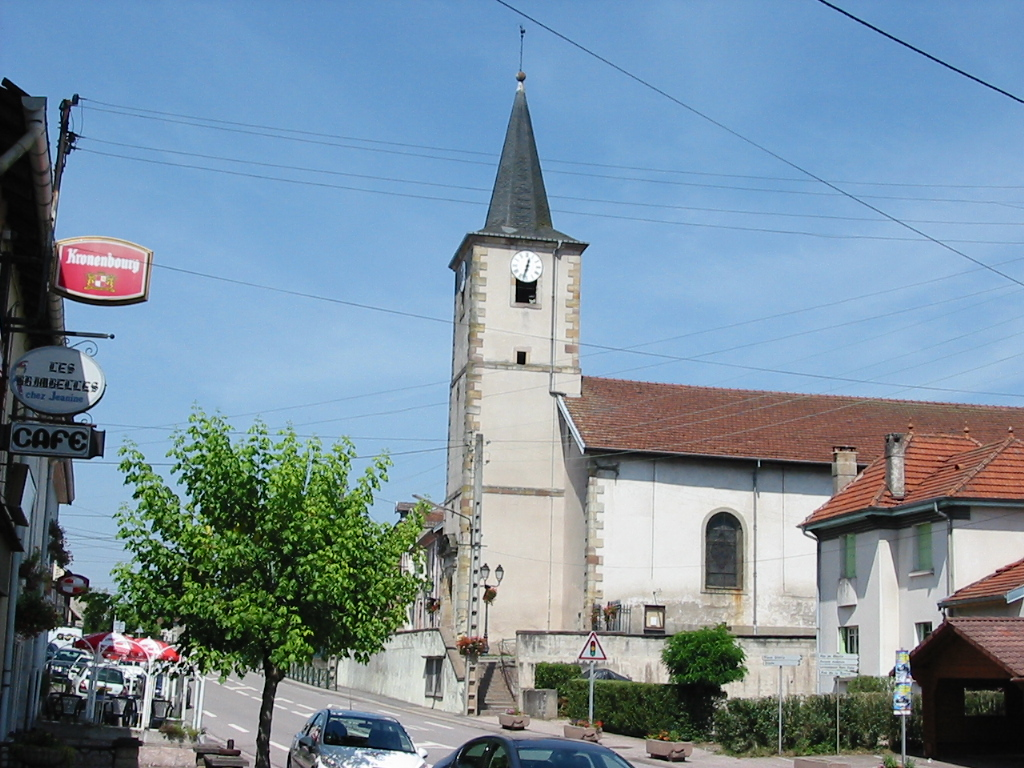
Kirche Saint-Jean-Baptiste

Kapelle Saint-Jean
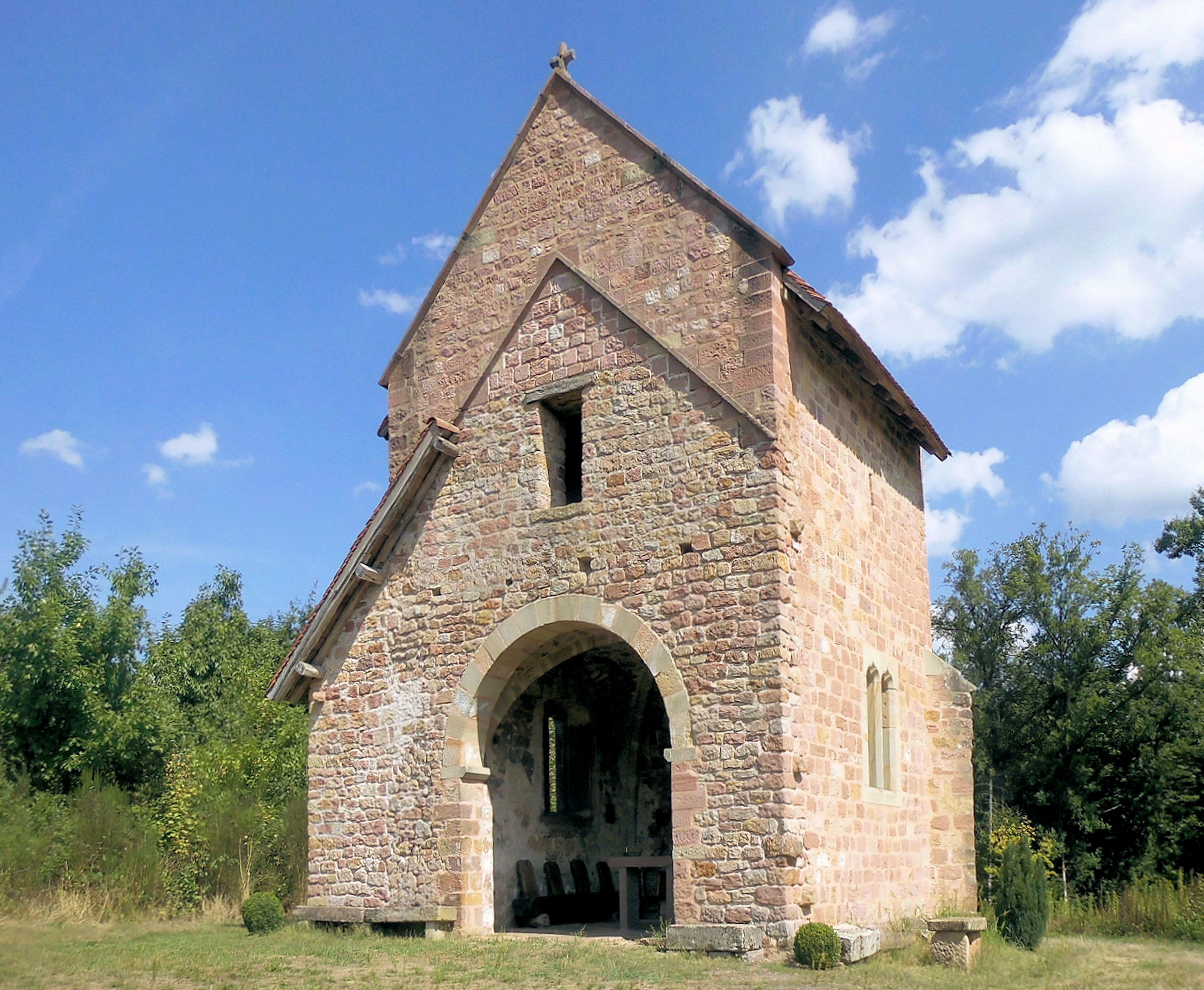
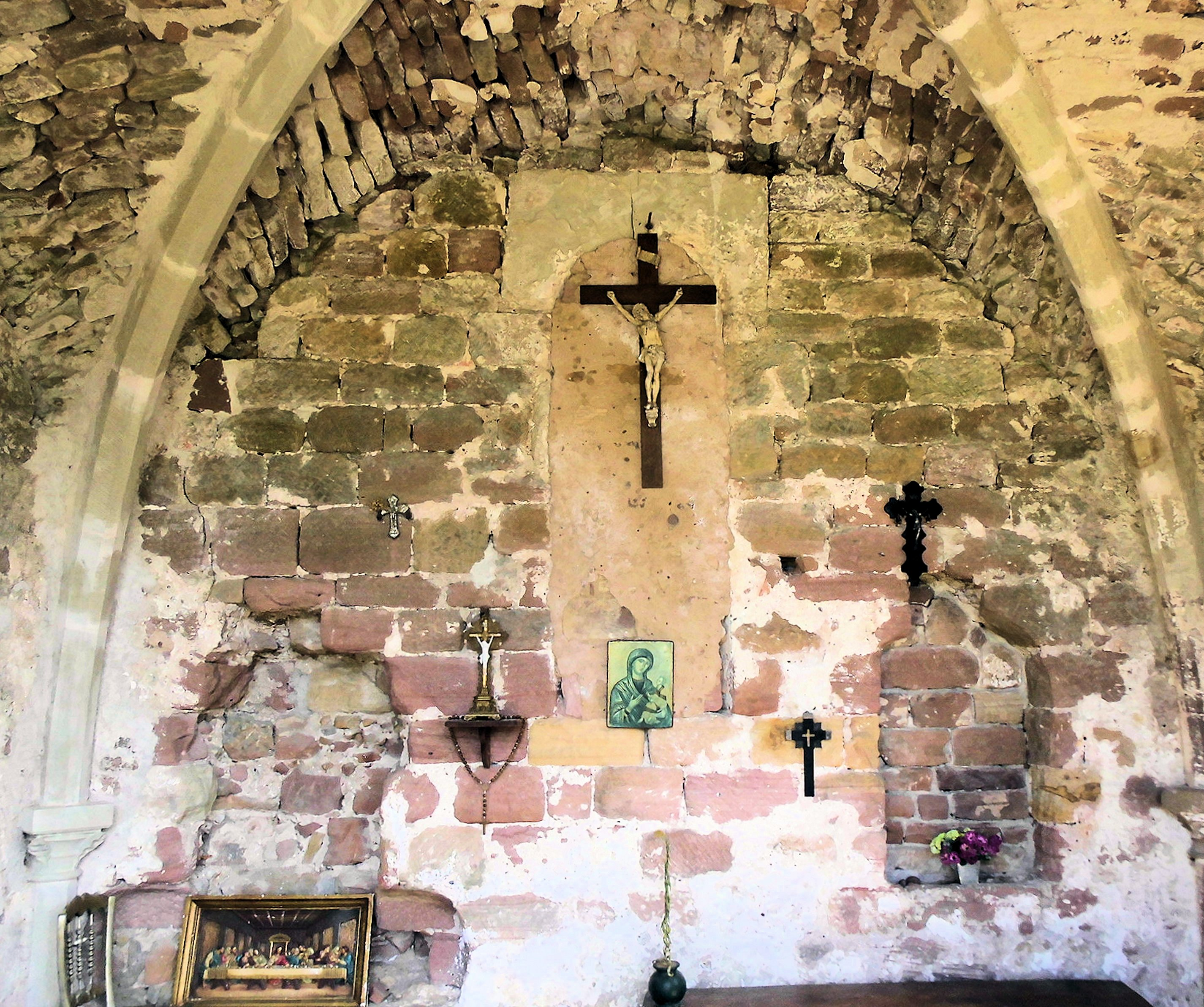